# ディディエレア科

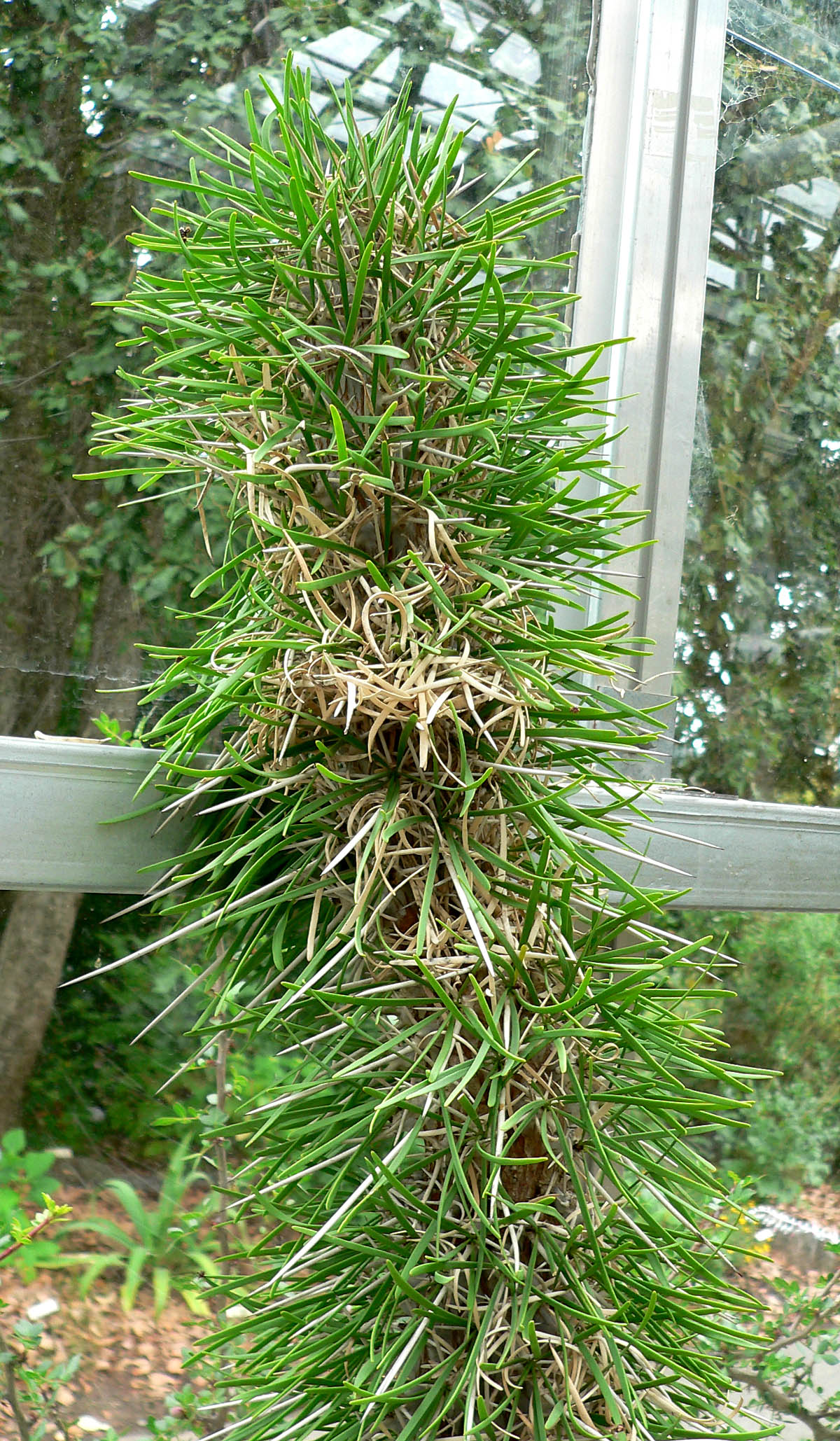
Didierea madagascariensis

ディディエレア科（ディディエレアか、Didiereaceae）は4属11種からなる被子植物の小さな科。マダガスカル南部と南西部に固有であり、有刺林の重要な構成種をなす。

## 記載
ディディエレア科、またはカナボウノキ科、は刺のある多肉植物で2-20mの低木または高木、肥厚した幹は水を蓄え、葉は長い乾期に落葉する。
いくつかの種は若いときには特徴的な平伏した形を作る。
すべての種は雌雄異株である（Decariaはfemale dioecious（雌性異株性？））。葉は一部の木の葉サボテンと同様に短枝（サボテンでは刺座とも言う）から作られ、小型で単出または対をなす。円錐形の刺を伴うが、サボテンの刺とは異なり樹皮の一部が突出したものであり、短枝から出るとは限らない。
Decaryaを除き花は単性で放射相称である。
スベリヒユ科に含められることもあるが、APG分類体系ではナデシコ目の中の独立の科、クロンキスト体系でもナデシコ目の独立の科である。APG IIIでは、これまでスベリヒユ科に属すとされたケラリア属Cerariaとポルトゥラカリア属Portulacariaを本科に含める（本科の姉妹群であるツルムラサキ科に入れることもある）。
新世界に分布する、同じナデシコ目に属するサボテン科とは比較的近縁であり、ディディエレア科の種はいくつかのサボテンと接ぎ木できる。またマダガスカルにはサボテンの一種であるリプサリス属も分布している。サボテンは、ディディエレアと同じ乾期落葉性でより通常の植物に近い姿をしている原始的なグループと考えられるコノハサボテン類から、葉を退化させ多肉質の貯水組織を発達させた他のサボテン類に進化したと考えられているが、両者の中間状態の体勢のものは発見されていない。ディディエレアは同じような進化を辿って、サボテンほどには特殊化しないまま現在に到ったものと考えることができる。

## 属の検索表
| 1 | 刺は4本ないしそれ以上でまとまる                         | Didierea      |
| 1 | 刺は1本あるいは2本                                      | →2            |
| 2 | シュートはジグザグで刺は短く円錐形                      | Decarya       |
| 2 | シュートはジグザグではなく、刺は長い円錐形から針状      | →3            |
| 3 | 分枝の多い低木、葉は披針形                              | Alluaudiopsis |
| 3 | 分枝のあまりない低木、葉は卵形から円形または鱗状でawl形 | Alluaudia     |

## 属と種
いくつかの種は多肉植物として観賞用に栽培される。
Alluaudia (Drake) Drake 英語版
- Alluaudia ascendens (Drake) Drake 1903 英語版
- Alluaudia comosa (Drake) Drake 1903
- Alluaudia dumosa (Drake) Drake 1903
- Alluaudia humberdtii Choux 1934
- Alluaudia montagnacii Rauh 1961 - おそらくA. ascendensとA. proceraの自然雑種
- Alluaudia procera (Drake) Drake 1903 英語版 - 栽培がもっとも容易な種

Alluaudiopsis Humbert & Choux 1934
- Alluaudiopsis fiherensis Humbert & Choux 1934
- Alluaudiopsis marnieriana Rauh 1961

Decarya Choux 1929
- Decarya madagascariensis Choux 1929

Didierea Baillon 1880
- Didierea madagascariensis Baillon 1880
- Didierea trollii Capuron & Rauh 1961

## Status
- ディディエレア科全種はワシントン条約の附属書II類に指定されている。